# 핑커턴 책임
핑커턴 책임(Pinkerton liability)은 미국 형법상 원칙으로 공범이 모의한 범죄에 대해서 한 공범자가 비록 범죄에 가담하지 않았더라도 다른 공범자가 저지른 범죄가 예상가능한 범위하에 있을 경우 그 범죄에 대한 죄책을 묻는 것이다.

## 참고 문헌
- 균형 상실한 미국의 ‘음모죄’[깨진 링크(과거 내용 찾기)]

## 같이 보기
- 공범종속성의 원칙
- 공모죄